# Taxe sur les activités commerciales saisonnières non salariées
Lire en ligne

Lire sur Légifrance

La taxe sur les activités commerciales saisonnières non salariées ou taxe sur les activités commerciales non salariées à durée saisonnière (TACDS) est un impôt local susceptible d’être institué sur délibération des communes sur leurs territoires. Le législateur s'y est pris à quatre reprises avant de rédiger un texte validé par le Conseil constitutionnel.

## Historique

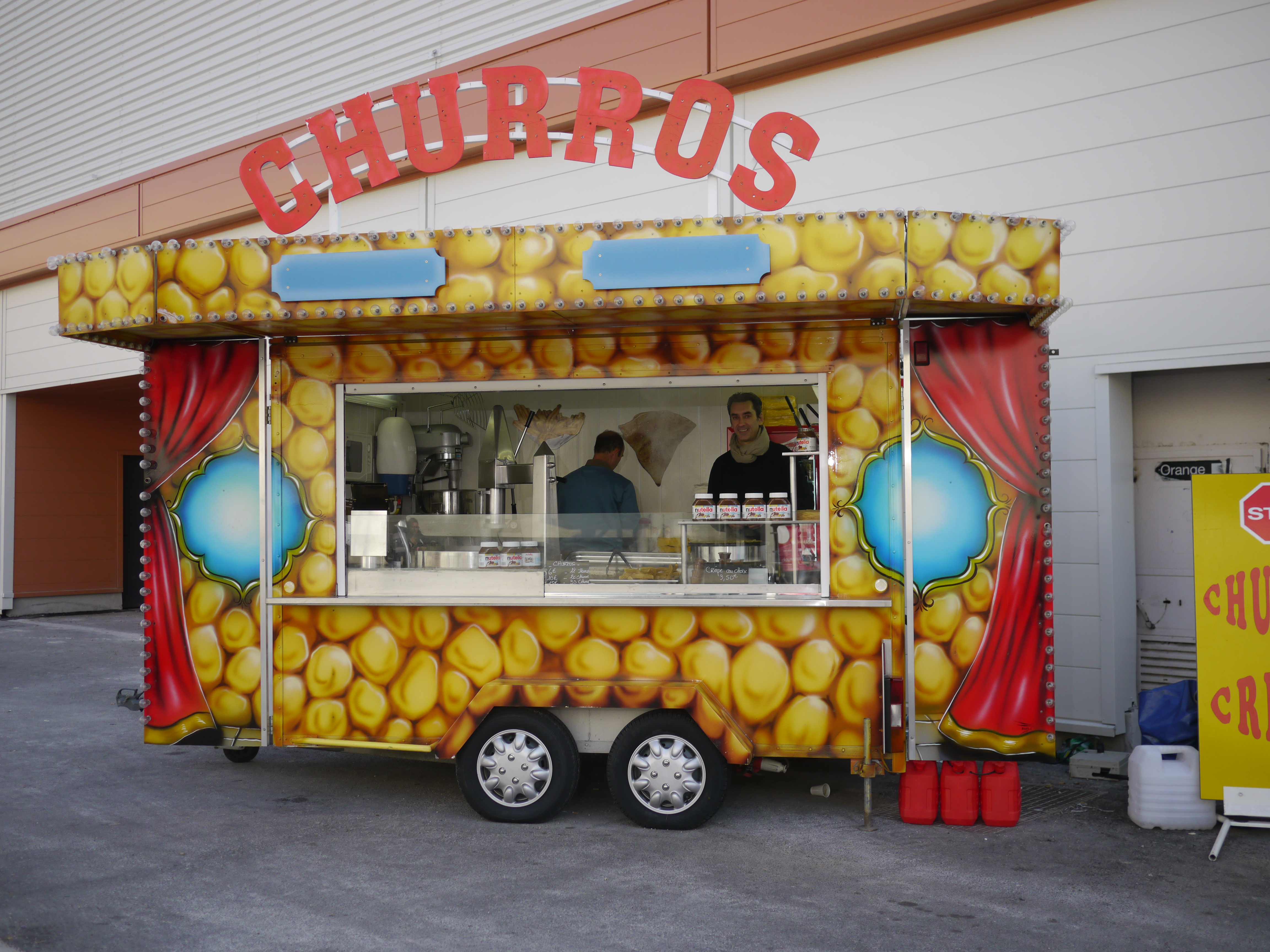
Vente de churros lors de la Japan Expo Sud 2012 à Marseille.

Dès 1997, l'Assemblée nationale s'efforce de parvenir à la création de cette taxe afin d'assujettir à la taxe professionnelle des activités saisonnières occasionnelles. La taxe professionnelle n'étant due que par les contribuables exerçant leur activité au 1er janvier, l'objectif poursuivi est d'établir des conditions de concurrence normales entre les établissements pérennes sur le territoire des communes et les exploitants saisonniers y exerçant la même activité
Un amendement est déposé lors de l'examen du projet de loi de finances pour 1998 visant à modifier les obligations déclaratives en matière de taxe professionnelle et prévoyant une dérogation au principe de l'annualité de cette taxe. Mais des problèmes ont été soulevés lors de l'examen de cet amendement en séance publique.
L'article 61 de la loi du 2 juillet 1998 autorise les communes à instituer une taxe spécifique, pour l'année de création de l'établissement. Néanmoins, le Conseil constitutionnel dans sa décision n° 98-402 DC du 25 juin 1998 annule cet article pour des questions de procédure.
L'Assemblée nationale a adopté une nouvelle disposition ayant le même objet, à l'occasion de la première lecture du projet de loi de finances pour 1999. L'article 99 de la loi de finances pour 1999 est à nouveau annulé par le Conseil constitutionnel. Dans sa décision n° 98-405 DC du 29 décembre 1998, les sages estiment que la définition des modalités de recouvrement est trop imprécise.
Dans la loi de finances pour 2000, l'Assemblée nationale adopte un article 96 tenant compte de ces griefs. À nouveau annulé le Conseil constitutionnel. Dans sa décision n° 99-424 DC du 29 décembre 1999, le Conseil estime « qu'en ne prenant pas en compte la durée d'installation dans la commune d'activités commerciales non sédentaires, le législateur a méconnu (...) le principe d'égalité devant les charges publiques ».
La quatrième tentative est la bonne. L'amendement présenté par Augustin Bonrepaux, Henri Emmanuelli et Jean-Louis Idiar est voté dans le cadre du projet de loi de finances pour 2001. La taxe est codifiée aux articles L. 2333-88 à L. 2333-91 du code général des collectivités territoriales et son décret d'application n° 2002-181 parait le 14 février 2002.
En 2014, l'Inspection générale des finances liste la TACDS dans les 192 taxes à faible rendement, bien que le produit de la taxe n'ai pas été estimé. La mission préconise de supprimer cette taxe.
En 2019, le gouvernement propose de supprimer dix-huit taxes, dont la TACDS. L'Assemblée nationale suit l'avis du gouvernement, mais le Sénat s'y oppose. Albéric de Montgolfier, rapporteur général du Sénat, rappelle que « dès lors qu'il s'agit de fiscalité locale dépendant de décisions des collectivités, il n'incombe pas à l'État de supprimer ces ressources si les collectivités veulent les voter et les assumer ». Le rapporteur général de l'Assemblée nationale indique que la « taxe n'a pas été instituée dans une logique de rendement budgétaire mais dans un souci d'équité entre les commerçants ». Il « regrette que les représentants des communes n’aient pas été consultés sur cette suppression. » mais relève qu'aucune « communes éventuellement concernées par la suppression de cette taxe ne se sont pas manifestées ». Ce qui le conduit à proposer le rétablissement de la suppression de la TACDS.

## Caractéristiques

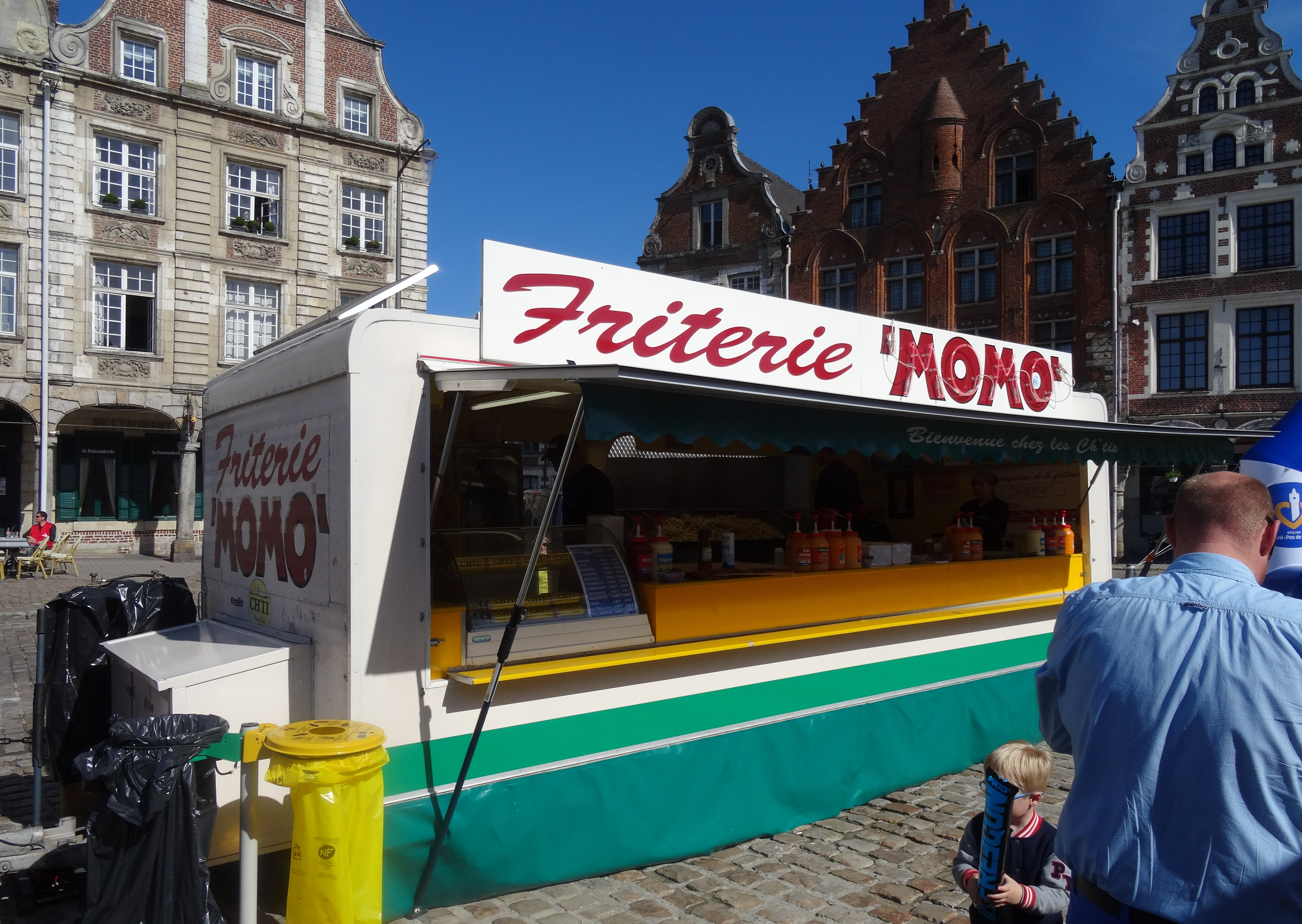
Barraque à frites lors du Paris-Arras Tour 2014 à Arras.

### Redevables
La taxe est due par l'exploitant de l'emplacement ou du véhicule où s'exerce l'activité concernée. Par exemple : les commerçants ambulants, les marchands saisonniers, les exploitants de camion-restaurant (food trucks, camion-cantine, camion à pizza, baraque à frites, forain...). La taxe est établie en fonction de la surface du local ou de l'emplacement de l'activité, et du nombre de jours d'activité. Le tarif de la taxe, fixé par le conseil municipal, doit être compris entre 0,76 € et 9,15 € par m² et par jour.

### Bénéficiaires
Toute commune peut instituer une telle taxe sur son territoire à la suite d'une délibération du conseil municipal.

### Rendement
Lors de l'examen de la loi de finances pour 2020, le gouvernement indique que « les recettes procurées par la taxe ne peuvent être déterminées dans la mesure où il n'existe pas de compte dédié dans la nomenclature comptable des communes. En outre, aucun recensement n'a permis à ce jour de déterminer le nombre de communes ayant institué la taxe ».